# Grand Prix Formule 1 van Monaco 2004
De Grand Prix Formule 1 van Monaco 2004 werd gehouden op 23 mei 2004 op het Circuit de Monaco in Monte Carlo.

## Testrijders op donderdag
| Team               | Rijder           |
| ------------------ | ---------------- |
| BAR-Honda          | Anthony Davidson |
| Sauber - Petronas  | -                |
| Jaguar Racing      | Björn Wirdheim   |
| Toyota             | Ricardo Zonta    |
| Jordan-Ford        | Timo Glock       |
| Minardi - Cosworth | Bas Leinders     |

## Uitslag
| Positie | Nummer | Rijder               | Team               | Ronden | Tijd/Opgave     | Startplaats | Punten |
| ------- | ------ | -------------------- | ------------------ | ------ | --------------- | ----------- | ------ |
| 1       | 7      | Jarno Trulli         | Renault            | 77     | 1:45:46.601     | 1           | 10     |
| 2       | 9      | Jenson Button        | BAR-Honda          | 77     | +0.497          | 2           | 8      |
| 3       | 2      | Rubens Barrichello   | Scuderia Ferrari   | 77     | +1:15.766       | 6           | 6      |
| 4       | 3      | Juan Pablo Montoya   | Williams-BMW       | 76     | +1 Ronde        | 9           | 5      |
| 5       | 12     | Felipe Massa         | Sauber - Petronas  | 76     | +1 Ronde        | 16          | 4      |
| 6       | 16     | Cristiano da Matta   | Toyota             | 76     | +1 Ronde        | 15          | 3      |
| 7       | 18     | Nick Heidfeld        | Jordan-Ford        | 75     | +2 Rondes       | 17          | 2      |
| 8       | 17     | Olivier Panis        | Toyota             | 74     | +3 Rondes       | 13          | 1      |
| 9       | 21     | Zsolt Baumgartner    | Minardi - Cosworth | 71     | +6 Rondes       | 19          |        |
| 10      | 4      | Ralf Schumacher      | Williams-BMW       | 69     | Versnellingsbak | 12          |        |
| Ret     | 1      | Michael Schumacher   | Scuderia Ferrari   | 45     | Botsing         | 4           |        |
| Ret     | 8      | Fernando Alonso      | Renault            | 41     | Ongeluk         | 3           |        |
| Ret     | 6      | Kimi Räikkönen       | McLaren - Mercedes | 27     | Luchtdruk       | 5           |        |
| Ret     | 20     | Gianmaria Bruni      | Minardi - Cosworth | 15     | Versnellingsbak | 20          |        |
| Ret     | 19     | Giorgio Pantano      | Jordan-Ford        | 12     | Transmissie     | 18          |        |
| Ret     | 14     | Mark Webber          | Jaguar Racing      | 11     | Versnellingsbak | 11          |        |
| Ret     | 10     | Takuma Sato          | BAR-Honda          | 2      | Motor           | 7           |        |
| Ret     | 5      | David Coulthard      | McLaren - Mercedes | 2      | Botsing         | 8           |        |
| Ret     | 11     | Giancarlo Fisichella | Sauber - Petronas  | 2      | Botsing         | 10          |        |
| Ret     | 15     | Christian Klien      | Jaguar Racing      | 0      | Ongeluk         | 14          |        |

## Wetenswaardigheden
- Rondeleiders: Jarno Trulli 72 (1-23; 26-42; 46-77), Fernando Alonso 1 (24) en Michael Schumacher 4 (25; 43-45).
- Dit was de enige keer dat Michael Schumacher uitviel in 2004.
- Dit was de enige overwinning uit de carrière van Jarno Trulli in de Formule 1.
- Olivier Panis startte vanuit de pitstraat.
- Toen de motor van Takuma Sato's BAR stuk ging kwam er zoveel rook uit de wagen dat de coureurs achter hem vrijwel niets meer zagen. Giancarlo Fisichella reed hierdoor achter op de wagen van David Coulthard en kwam ondersteboven tegen de vangrail tot stilstand.
- Beide Jaguars reden met reclame voor de film Ocean's Twelve, die in die tijd uitkwam. Acteurs George Clooney en Brad Pitt waren aanwezig bij de race, net als andere speciale gasten zoals Roger Moore. Toen Christian Klien in de eerste ronde crashte, was de diamant van Steinmetz Diamonds die in zijn wagen aanwezig was verdwenen.

## Statistieken
| Snelste ronde | Michael Schumacher | Scuderia Ferrari | 1:14.439 |

## Noot
- Dit was de vijfhonderdste Grand Prix-start voor een Duitse coureur.
- Eerste pole position en de eerste Grand Prix-winst voor Jarno Trulli.

1929 · 1930 · 1931 · 1932 · 1933 · 1934 · 1935 · 1936 · 1937 · 1948 · 1950 · 1955 · 1956 · 1957 · 1958 · 1959 · 1960 · 1961 · 1962 · 1963 · 1964 · 1965 · 1966 · 1967 · 1968 · 1969 · 1970 · 1971 · 1972 · 1973 · 1974 · 1975 · 1976 · 1977 · 1978 · 1979 · 1980 · 1981 · 1982 · 1983 · 1984 · 1985 · 1986 · 1987 · 1988 · 1989 · 1990 · 1991 · 1992 · 1993 · 1994 · 1995 · 1996 · 1997 · 1998 · 1999 · 2000 · 2001 · 2002 · 2003 · 2004 · 2005 · 2006 · 2007 · 2008 · 2009 · 2010 · 2011 · 2012 · 2013 · 2014 · 2015 · 2016 · 2017 · 2018 · 2019 · 2020 · 2021 · 2022 · 2023 · 2024 · 2025